# Live! (Scott Henderson-album)
A Live! az amerikai gitáros, Scott Henderson első koncertlemeze, amelyet 2005. február 1-jén adott ki a Tone Center. Az album dupla CD-ből áll, néhány Tribal Tech-es számmal, ami Henderson volt zenekara volt.

## Számlista
Az összes szám szerzője Scott Henderson. 
| 1.  | Slidin'            | 7:27 |
| 2.  | Well To The Bone   | 4:08 |
| 3.  | Sultan's Boogie    | 7:26 |
| 4.  | Xanax              | 6:25 |
| 5.  | Lady P             | 7:55 |
| 6.  | Jakarta            | 7:26 |
| 7.  | Tacos Are Good     | 5:38 |
| 8.  | Dat's Da Way It Go | 6:54 |
| 9.  | That Hurts         | 6:16 |
| 10. | Rituals            | 8:01 |

| CD-2  | CD-2                  | CD-2  | CD-2 | CD-2 | CD-2 | CD-2 | CD-2 | CD-2 | CD-2 |
| #     | Cím                   | Hossz |      |      |      |      |      |      |      |
| ----- | --------------------- | ----- | ---- | ---- | ---- | ---- | ---- | ---- | ---- |
| 1.    | Dog Party             | 9:20  |      |      |      |      |      |      |      |
| 2.    | Fee Fi Fo Fum         | 8:58  |      |      |      |      |      |      |      |
| 3.    | Meter Maid            | 4:52  |      |      |      |      |      |      |      |
| 4.    | Nairobe Express       | 12:27 |      |      |      |      |      |      |      |
| 5.    | Devil Boy             | 7:51  |      |      |      |      |      |      |      |
| 6.    | Hillbilly In The Band | 6:17  |      |      |      |      |      |      |      |
| 96:10 |                       |       |      |      |      |      |      |      |      |

## Közreműködők
- Scott Henderson – gitár
- Kirk Covington – dob és ének
- John Humphrey – basszusgitár
- Michael Landau – keverés